# 杨保年
杨保年（？—465年），籍贯不详，北魏官员。

## 生平
和平二年，魏文成帝拓跋濬南巡，从定州前往邺城，三月丁巳朔（461年3月27日），魏文成帝在灵丘亲自射箭越过山峰，散骑常侍、宁东将军、西起部尚书、东海公杨保年作为五十一名内侍之一跟随参与了这次南巡。和平六年夏五月甲辰（465年6月21日），魏献文帝拓跋弘登基，五月戊申（465年6月25日）之前，车骑大将军乙浑联合林金闾伪造诏书，将尚书杨保年、平阳公贾爱仁、南阳公张天度在皇宫中杀死。